# Blégiers
Blégiers es una comuna asociada de Prads-Haute-Bléone y antigua comuna francesa, situada en el departamento de Alpes de Alta Provenza en Provenza-Alpes-Costa Azul.

## Etimología
El nombre proviene del antropónimo germánico Blidegarius.

## Historia
La localidad aparece por primera en un documento en el siglo XII como Bligerium.
El 19 de octubre de 1977, Blégiers se une a la comuna de Prads para formar la comuna de Prads-Haute-Bléone.